# Jerife
Un jerife o sharif (en árabe, شريف šarīf, femenino شريفة šarīfa: noble, respetable) es un descendiente del profeta Mahoma, por lo general a través de su hija Fátima, esposa de Alí. Por esta razón, muchos jerifes se han llamado fatimíes (de Fátima) o alauíes, que la toma del árabe šurafā' o ašraf, plural de šarīf, y es por tanto traducible como jerifes.
Algunas tradiciones consideran jerife solo al que es descendiente de Hasan, hijo mayor de Ali y Fátima, mientras que a los descendientes del hijo menor, Husayn, se les da el título de sayyid (señor).
La dinastía alauí reinante actualmente en Marruecos es jerife. Por esta razón, hasta la creación del Marruecos moderno en 1956, el país era llamado Imperio Jerifiano. Fueron los sucesores de la Dinastía saadí, que también era jerife.
También es jerife la dinastía Hashimí o Hachemí reinante en Jordania. Antes de la creación del reino de Jordania, los hachemíes dominaban la región del Hiyaz en Arabia (de donde fueron expulsados por los saudíes). El monarca hashimí de ese territorio llevaba el título de jerife de La Meca.
Ser jerife implica cierto reconocimiento social, pero ningún privilegio. Muchos musulmanes lo son. En Marruecos, por ejemplo, un gran número de personas son no solo jerifes sino específicamente alauíes, y por tanto están emparentadas en mayor o menor medida con la familia reinante sin que ello se traduzca en una posición social elevada o cualquier otro privilegio. 
Entre los musulmanes chiíes, los miembros del clero que son jerifes llevan un turbante negro, mientras que los que no lo son lo llevan de color blanco.